# His Dark Materials (sèrie de televisió)
|  | Aquest article tracta sobre la sèrie de televisió. Si cerqueu la trilogia de novel·les fantàstiques, vegeu «La matèria obscura». |

His Dark Materials és una sèrie dramàtica basada en les novel·les de la sèrie La matèria obscura escrites per Philip Pullman. Està produïda per Bad Wolf i New Line Productions per BBC One i HBO, sent aquesta última l'encarregada de la distribució internacional.
La primera temporada de vuit episodis va ser estrenada el 3 de novembre de 2019 a BBC One, al Regne Unit, i el 4 de novembre a HBO als Estats Units i altres països. La segona temporada de 7 episodis va estrenada al Regne Unit el 8 de novembre de 2020 i els 16 de novembre als Estats Units. El desembre de 2020, la sèrie va ser renovada per una tercera i última temporada de 8 episodis que es basaria en El llargavistes d'ambre.

## Premissa
La matèria obscura té lloc en un món alternatiu on tots el humans tenen uns companys animals anomenats daimonis, que són manifestacions de l'ànima humana. La sèrie segueix la Lyra, una noia jove i òrfena que viu amb els professors del Jordan College, Oxford. A l'igual que a la novel·la de Pullman, la Lyra descobreix un perillós secret de involucra a Lord Asriel i a Marisa Coulter. Mentre busca al seu amic Roger que està desaparegut, la Lyra també descobreix una sèrie de segrests i el seu vincle amb una misteriosa substància anomenada Pols.

## Repartiment

### Principals
- Dafne Keen com a Lyra Belacqua (també coneguda com a Lyra Silvertongue); una noia que ha crescut al Jordan College.
- Ruth Wilson com a Marisa Coulter; una poderosa figura al Magisteri i la mare dela Lyra.
- Anne-Marie Duff com a Maggie 'Ma' Costa; una dona Giptiana que va cuidar a la Lyra. (temporada 1)
- Clarke Peters com a The Master del Jordan College. (temporada 1)
- James Cosmo com a Farder Coram van Texel; un Giptià vell i l'examant de la serafina. (temporada 1)
- Ariyon Bakare com a Lord Carlo Boreal;[4] una figura autoritària al Magisteri que creua entre els dos mons. Al món d'en Will, és conegut com a Sir. Charles Latrom. (temporades 1–2)
- Will Keen com a Father Hugh MacPhail (més tard Cardenal); un oficial del Magisteri
- Lucian Msamati com a Lord John Faa, dels Giptians de l'oest. (temporada 1)
- Gary Lewis com a Thorold;[4] l'assistent de l'Asriel. (temporades 1–2)
- Lewin Lloyd com a Roger Parslow; un nen de cuina i el millor amic de la Lyra. (temporada 1; convidat temporada 2)
- Daniel Frogson com a Tony Costa; el fill gran de la Ma Costa. (temporada 1)
- James McAvoy com a Lord Asriel Belacqua;[5] un erudit i explorador i pare de la Lyra. (temporada 1, 3; convidat temporada 2)[2]
- Lin-Manuel Miranda com Lee Scoresby; un aeronauta. (temporades 1–2)
- Ruta Gedmintas com a Serafina Pekkala; una bruixa que és membre del grup de bruixes al Riu Enara i és l'examant d'en Coram.
- Amir Wilson com a Will Parry;[6] un estudiant de secundària procedent d'Oxford. El seu pare va desaparèixer 13 anys abans
- Nina Sosanya com a Elaine Parry;[7] la mare malalta d'en Will. (temporades 1–2)
- Jade Anouka com a Ruta Skadi; la reina de les bruixes de Letònia i l'examant del Lord Asriel. (temporada 2 – present)
- Sean Gilder com a Father Graves; membre del Magisteri. (temporada 2)
- Simone Kirby com a Dr. Mary Malone, a physicist from Will's world. (temporada 2 – present)
- Andrew Scott com a Coronel John Parry;[8] un marine i explorador i el pare d'en Will. Al món de la Lrua, és conegut com un bruixot anomenat Stanislaus Grumman. (temporada 2; convidat temporada 1)[9]

Destacats
Els següents actors són acreditats durant els crèdits inicials però només apareixen en dos episodis com a màxim.
- Georgina Campbell com a Adele Starminster; una periodista. (temporada 1)
- Lia Williams com a Dr Cooper; un cinetífic del Magisteri que opera a Bolvangar.[10] (temporada 1)
- Terence Stamp com a Giacomo Paradisi; el porador del Ganivet Subtil que resideix a Cittàgazze. (temporada 2)

### Repartiment de veu
- Helen McCrory com a Stelmaria; el daimoni de l'Asriel.[11]
- Kit Connor com a Pantalaimon; el daimoni de la Lyra.[12]
- Eloise Little com a Salcilia; el daimoni d'en Roger. (temporada 1)[4]
- Phoebe Scholfield com a Alicia; el daimoni del Master. (temporada 1)[4]
- Libby Rodliffe com a Lyuba; el daimoni de Tony Costa. (temporada 1)[4]
- Cristela Alonzo com a Hester; el daimoni de Lee Scoresby.[12][13] (temporades 1–2)
- David Suchet com a Kaisa; el daimoni de la Serafina Pekkala.[12][13]
- Joe Tandberg com a Iorek Byrnison (veu i captura de moviement); un ós amb armadura.[12][13]
- Peter Serafinowicz (veu) i Joi Johannsson (captura de moviment) com a Iofur Raknison. (temporada 1)
- Sope Dirisu com a Sergi; el daimoni de Ruta Skadi. (temporada 2 – present)
- Sophie Okonedo com a Xaphania; un àngel. (temporada 2 – present)
- Lindsay Duncan com a Octavia, el daimoni del Father MacPhail. (temporada 2 – present)
- Phoebe Waller-Bridge com a Sayan Kötör, el daimoni de John Parry's. (temporada 2)

Addicionalment, l'encarregat dels titelles, Brian Fisher, fa les vocalitzacions no acreditades del daimoni de la Sra. Coulter.

### Recurrent
- Simon Manyonda com a Benjamin de Ruyter (temporada 1)
- Geoff Bell com a Jack Verhoeven (temporada 1)
- Tyler Howitt com a Billy Costa; un nen Gyptià capturat pels Gobblers i el fill menor de la Ma Costa. (temporada 1)
- Mat Fraser com a Raymond van Gerrit (temporada 1)
- Ian Peck com a Cardinal Sturrock; el cap del Magisteri. (temporades 1–2)
- David Langham com a Father Garret.[4]
- Robert Emms com a Thomas;[10] un agent treballant per Boreal que espia a la família d'en Will. (temporada 1)
- Morfydd Clark com a Sister Clara (temporada 1)[7][14]
- Frank Bourke com a Fra Pavel Rasek;[15] un representatiu i alethromista de la Cort Consistorial de Disciplina. (temporades 1–2)
- Jamie Wilkes com a Inspector Walters; "l'home pàlid de cara" i in associat de Boreal i d'en Thomas. (temporades 1–2)
- Omid Djalili com a Dr. Martin Lanselius;[13][16] el cònsol diplomàtic del clan de bruixes del nord. (temporades 1–2)
- Ray Fearon com a Sr. Hanway;[7][4]l'entrenador de boxa d'en Will. (temporades 1–2)
- Remmie Milner com a Lena Feldt; una bruixa que acompanya a la Serafina mentre busca a la Lyra. (temporada 2)
- Bella Ramsey com a Angelica; una noia vivint a Cittàgazze. (temporada 2)
- Ella Schrey-Yeats com a Paola; una noia vivint a Cittàgazze i és la germana de l'Angelica. És la versió femenina d'en Paolo del llibre. (temporada 2)[17]
- Sasha Frost com a Reina Miti; una bruixa que acompanya a la Serafina mentre busca a la Lyra. (temporada 2)[18]
- Lewis MacDougall com a Tullio; un noi vivint a Cittàgazze i qui va robar el Ganivet Subtil. És el germà de l'Angelica i la Paola. (temporada 2)[17]

### Convidats
| - Ian Gelder com a Pastor Charles - Ruby Llewelyn com a Rose - Mary Fernandez com a Esme - Sandra James-Young com a Diane - Nabil Elouahabi com a The Bright-Eyed Man - Harry Melling com a Sysselman - Cameron King com a Toby - Kate Rutter com a Sister Betty - Eva Jazani com a Bridget McGinn - Amit Shah com a Dr Rendal - Martha Bright com a Bella - Raffiella Chapman com a Annie Padian - Amma Ris com a Martha Fairwell - Asheq Akhtar com a Jotham Santelia - Cath Whitfield com a WPC Jenkins | - Marama Corlett com a Katja Sirkka; una bruixa que és torturada per la Sra. Coulter. - Robin Pearce com a Oliver Payne - Johanne Murdock com a Alanna Perkins - Jane How com a Annabel Parry; la mare d'en John i l'àvia d'en Will. - Brian Protheroe com a Graham Parry; el pare d'en John i l'avi d'en Will. - Angus Wright com a Dr. Haley; un erudit qui ha treballar amb en Grumman anteriorment. - Kirsty Besterman com a Sam Cansino - Julie Hale com a Zoe; la germana de la Mary - Frankie Hervey com a Louise; la neboda de la Mary - Alfie Todd com a Ben; el nebot de la Mary |

## Episodis
| Temporada | Temporada | Episodis | Data d'emissió original (Regne Unit) | Data d'emissió original (Regne Unit) | Mitjana d'espectadors a GB (milions) | Mitjana d'espectadors a US (milions) |
| Temporada | Temporada | Episodis | Primer episodi                       | Últim episodi                        | Mitjana d'espectadors a GB (milions) | Mitjana d'espectadors a US (milions) |
| --------- | --------- | -------- | ------------------------------------ | ------------------------------------ | ------------------------------------ | ------------------------------------ |
|           | 1         | 8        | 3 de novembre de 2019                | 22 de desembre de 2019               | 7.063                                | 0.423                                |
|           | 2         | 7        | 8 de novembre de 2020                | 20 de desembre de 2020               | 4.923                                | 0.246                                |

### Temporada 1 (2019)
| Núm. total | Núm. en la sèrie | Títol                    | Direcció      | Guió        | Data d'emissió original | Espectadors (milions) |
| ---------- | ---------------- | ------------------------ | ------------- | ----------- | ----------------------- | --------------------- |
| 1          | 1                | «Lyra's Jordan»          | Tom Hooper    | Jack Thorne | 3 de novembre de 2019   | 9.723 milions         |
| 2          | 2                | «The Idea of North»      | Tom Hooper    | Jack Thorne | 10 de novembre de 2019  | 7.708 milions         |
| 3          | 3                | «The Spies»              | Otto Bathurst | Jack Thorne | 17 de novembre de 2019  | 7.216 milions         |
| 4          | 4                | «Armour»                 | Otto Bathurst | Jack Thorne | 24 de novembre de 2019  | 6.876 milions         |
| 5          | 5                | «The Lost Boy»           | Otto Bathurst | Jack Thorne | 1 de desembre de 2019   | 6.688 milions         |
| 6          | 6                | «The Daemon-Cages»       | Euros Lyn     | Jack Thorne | 8 de desembre de 2019   | 6.357 milions         |
| 7          | 7                | «The Fight to the Death» | Jamie Childs  | Jack Thorne | 15 de desembre de 2019  | 6.073 milions         |
| 8          | 8                | «Betrayal»               | Jamie Childs  | Jack Thorne | 22 de desembre de 2019  | 5.865 milions         |

### Temporada 2 (2020)
| Núm. total | Núm. en la sèrie | Títol                 | Direcció      | Guió                             | Data d'emissió original | Espectadors (milions) |
| ---------- | ---------------- | --------------------- | ------------- | -------------------------------- | ----------------------- | --------------------- |
| 1          | 9                | «The City of Magpies» | Jamie Childs  | Jack Thorne                      | 8 de novembre de 2020   | 5.660 milions         |
| 2          | 10               | «The Idea of North»   | Jamie Childs  | Jack Thorne i Francesca Gardiner | 15 de novembre de 2020  | 5.027 milions         |
| 3          | 11               | «Theft»               | Leanne Welham | Jack Thorne i Sarah Quintell     | 22 de novembre de 2020  | 4.721 milions         |
| 4          | 12               | «Tower of the Angels» | Leanne Welham | Jack Thorne i Namsi Khan         | 29 de novembre de 2020  | 4.757 milions         |
| 5          | 13               | «The Scholar»         | Leanne Welham | Francesca Gardiner               | 6 de desembre de 2020   | 4.817 milions         |
| 6          | 14               | «Malice»              | Jamie Childs  | Jack Thorne i Lydia Adetunji     | 13 de desembre de 2020  | 4.782 milions         |
| 7          | 15               | «Æsahættr»            | Jamie Childs  | Jack Thorne                      | 22 de desembre de 2020  | 4.696 milions         |

## Producció

### Desenvolupament
La trilogia de La matèria obscura, escrita per Philip Pullamn entre 1995 i 2000, va rebre bones crítiques i va ser un èxit comercial. El 2007 una pel·lícula, basada en els llibres i titulada The Golden Compass, va ser estrenada, però va rebre males crítiques per part dels fans de les novel·les. Tot i que va recaptar 372 milions de dòlars, la pel·lícula no va guanyar suficient i això va fer que fos difícil que es produís una seqüela.
Després d'una quants anys, els drets van tornar a Pullman. El novembre de 2015, BBC One va anunciar que havia encarregat una adaptació televisiva de la trilogia, de la qual Bad Wolf i New Line Cinema en serien les productores. S'havia planejat que l'adaptació de 8 parts s'estrenés de 2017. A l'abril de 2017, el guionista Jack Thorne va dir a Radio Times que la sèrie encara estava en pre-producció. El director Otto Bathrust va explicar que alguns elements del llibre i de la pel·lícula havien sigut canviats per donar un toc modern a la sèrie.
El 12 de setembre de 2018, HBO va ser anunciat com el cr-productor i distribuïdor internacional de la sèrie. El 10 d'octubre de 2018, Lin-Manuel Miranda va dir que el rodatge de les parts de seu personatge havien acabat. El 14 de desembre de 2018, va ser anunciat que el rodatge de la primera temporada de la sèrie havia estat completat.
Abans de l'estrena, la sèrie va ser renovada per una segona temporada de vuit episodis, la qual era l'adaptació del segon llibre de la trilogia The Subtle Knife. El rodatge de la segona temporada també va començar abans que s'estrenés la primera, això es va considerar un "moviment essencials considerant l'edat de la jove estrella se la sèrie". La major part de la segona temporada va ser gravada abans de la pandèmia de Covid-19, excepte un episodi centrat en Lord Asriel va ser deixat sense acabar. Com a conseqüència, aquesta temporada al final només va consistir en 7 episodis. Tot i que James McAvoy havia completat la gravació d'una petita part abans que la producció s'aturés, la seva aparició al final de la temporada va ser gravada durant la pandèmia.
El novembre de 2020, tot i que la renovació encara no estava confirmada, ja s'havia començat a treballar en un tercera temporada de 6 o 8 episodis adaptant a The Amber Spyglass. La producció començaria a principis de 2021. L'adaptació va ser renovada el desembre de 2020 i seria la temporada final i constaria de 8 episodis. El rodatge de la tercera temporada va començar de 24 de maig de 2021.

### Càsting
El 8 de març de 2018, va ser anunciat que Dafne Keen havia estar triada per protagonitzar la sèrie en el paper de Lyra i que Tom Hooper dirigiria la sèrie. Lin-Manuel Miranda interpretaria a Lee Scoresby. El 8 de juny de 2018, es va anunciar que James McAvoy, Clarke Peters i Ruth Wilson s'havien unit al repartiment.
EL 27 de juliol de 2018, la BBC i Bad Wolf van revelar el repartiment i l'equip.
El dia 1 de juliol de 2020, es va revelar que Bella Ramsey havia estat triada per interpretar a Angelica a la temporada 2.
Repartiment addicional de la tercera temporada va ser anunciat el 22 de juny de 2021, aquest inclou: Adewale Akinnuoye-Agbaje com a Comandant Ogunwe, Jamie Ward com a Father Gomez, Kobna Holdbrook-Smith com a Balthamos, Simon Harrison com a Baruch i Amber Fitzgerald-Woolfe com a Ama. També es va anunciar que Chipo Chung interpretaria l'àngel Xaphania, a qui Sophie Okonedo li va donar veu durant la segona temporada.
El 20 de setembre de 2021, va ser anunciat que Sian Clifford i Jonathan Aris s'havien unit al repartiment de la tercera temporada.

### Banda sonora
El 14 d'agost de 2019 va ser anunciat que Lorne Balfe havia estat contractat per compondre la banda sonora de la sèrie. La composició va tenir lloc, principalment, a St. David's hall, a Cardiff, Gal·les, amb la Orquestra Nacional de Gal·les. Un cor de Bulgària també va formar part de la gravació.
Dos àlbums van ser publicats a través de Silva Screen Records. Van ser llançats el 3 de novembre de 2019 i l'altre de 20 de desembre de 2019.
La composició de Lorne Balfe va ser nominada a dos premis.

## Recepció
Al lloc web Rotten Tomatoes, el conjunt de les dues temporades té una aprovació del 81%. A Metacritic té una nota de 69 sobre 100 basada en 26 ressenyes, indicant "generalment crítiques favorables".
Temporada 1
La primera temporada va rebre ressenyes positives dels crítics. A Rotten Tomatoes, la temporada té una aprovació del 77% i una nota de 5.75/10 basades en 98 ressenyes; el consens crític diu: "El daimoni es troba en els detalls i, tot i que l'esplendor visual i les interpretacions excepcionals de His Dark Materials capturen hàbilment l'essència de les novel·les primordials de Philip Pullman, es podria utilitzar una mica més de màgia". A Metacritic, té una nota de 69 sobre 100 basada en 22 opinions de crítics i indica "generalment crítiques positives".
Dan Fienberg, de The Hollywood Reporter va dir: "... aquest esforç encerta en gran part el què fa que els llibres destaquin i, tant els efectes especials com el repartiment estel·lar liderat per Dafne Keen i Ruth Wilson, estan en bona forma". Però, seguidament diu: "És una molt que la pel·lícula, però no és suficientment divertida o intel·ligent per arribar a l'èxit total". La Caroline Framke, de Variety, va escriure: "Tot i les grans complexitats del món dels daimonis de les novel·les, li falten personatges amb ganes de poder i guerres de fe, His Dark Materials de HBO sembla que hauria pogut ser arrencada de quasi qualsevol altra sèrie èpica i fantàstica". La Beth Elderkin de Gizmodo va ser crítica amb la incapacitat de la sèrie de capturar la connexió entre els humans i els daimonis.
Temporada 2
La segona temporada, en general, va rebre crítiques positives. A Rotten Tomatoes, la temporada té una aprovació del 85% i una nota de 7/10, basades en 33 ressenyes; el consens crític diu: "El fred nucli emocional i la complexitat imponent de His Dark Materials és poc probable que guanyi contra el que no es converteix, però la seva segona temporada recompensa els fidels amb valors de producció impecables i emocions cerebrals". A Metacritics, la segona temporada té una nota de 71 sobre 100 basada en 4 ressenyes això indica "crítiques generalment favorables".

### Premis i nominacions
| Temp.   | Any  | Premis                        | Categoria                                                           | Nominat(s)                                                        | Resultat   | Ref.          |
| ------- | ---- | ----------------------------- | ------------------------------------------------------------------- | ----------------------------------------------------------------- | ---------- | ------------- |
| Temp. 1 | 2020 | Premis Annie                  | Millor animació de personatge en una producció animada de televisió | Aulo Licinio                                                      | Guanyador  | [ 59 ]        |
| Temp. 1 | 2020 | Premis BAFTA                  | Millor vestuari                                                     | Caroline McCall                                                   | Nominada   | [ 60 ] [ 61 ] |
| Temp. 1 | 2020 | Premis BAFTA                  | Millor fotografia i il·luminació: Ficció                            | Suzie Lavelle                                                     | Nominada   | [ 60 ] [ 61 ] |
| Temp. 1 | 2020 | Premis BAFTA                  | Millor so: Ficció                                                   | Dillon Bennett, Jon Thomas, Gareth Bull i James Ridgeway          | Nominats   | [ 60 ] [ 61 ] |
| Temp. 1 | 2020 | Premis BAFTA                  | Millors efectes especials, visuals i gràfics                        | Framestore, Painting Practice, Real SFX i Russel Dodgson          | Guanyadors | [ 60 ] [ 61 ] |
| Temp. 1 | 2020 | Premis BAFTA                  | Títols i Identitat Visual                                           | Elastic, Painting Practice                                        | Guanyadors | [ 60 ] [ 61 ] |
| Temp. 1 | 2020 | Premis Satellite              | Millor sèrie de televisió – Gènere                                  | His Dark Materials                                                | Nominat    | [ 62 ]        |
| Temp. 1 | 2020 | Premis Visual Effects Society | Millors efectes especials en un episodi Fotoreal                    | Russell Dodgson, James Whitlam, Shawn Hillier i Robert Harrington | Nominat    | [ 63 ]        |
| Temp. 2 | 2021 | Premis Satellite              | Millor sèrie de televisió – Gènere                                  | His Dark Materials                                                | Nominat    | [ 64 ]        |
| Temp. 2 | 2021 | Premis Saturn                 | Millor presentació de televisió (menys de 10 episodis)              | His Dark Materials                                                | Nominat    | [ 65 ] [ 66 ] |